# Охотське (Сахалінська область)
Охотське (рос. Охотское) — село у Корскаковському міському окрузі Сахалінської області Російської Федерації.
Населення становить 378 осіб (2013).

## Історія
З 1905 по 3 вересня 1945 року у складі губернаторства Карафуто Японії, відтак у складі Корсаковського міського округу Сахалінської області.

## Населення
| 1925 | 1935  | 2002 | 2010 | 2013 |
| ---- | ----- | ---- | ---- | ---- |
| 3091 | ↘1378 | ↘444 | ↘389 | ↘378 |